# Bartlstockschwaige

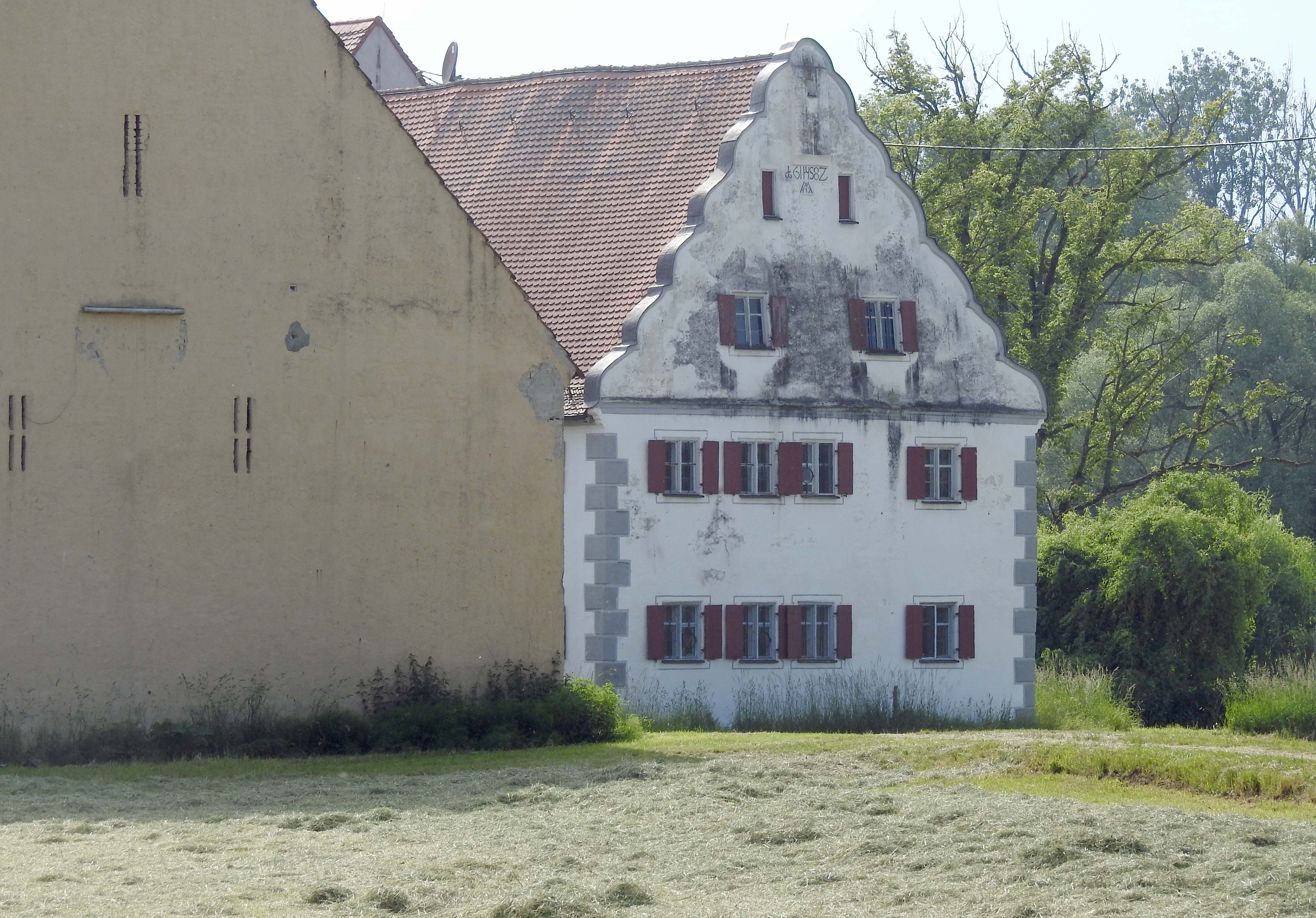
Ehemaliger Hochstift-Augsburgischer Gutshof

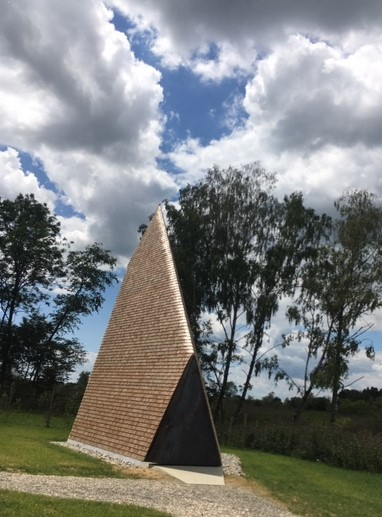
Kapelle „Betende Hände“ südlich von Bartlstockschwaige

Bartlstockschwaige ist ein Gemeindeteil von Buttenwiesen im schwäbischen Landkreis Dillingen an der Donau.
Der Einödhof liegt im Norden der Gemarkung Pfaffenhofen an der Zusam.

## Geschichte
Die Schwaigen waren ursprünglich rein milchwirtschaftliche Höfe zur Käseherstellung. Die Bartlstockschwaige hieß im 18. Jahrhundert auch Eberweinschwaige nach einem Besitzer des Hofes. Die Bartlstockschwaige kam 1763 an das Damenstift St. Stephan in Augsburg und wurde 1802/03 mit dem Stift säkularisiert.
Eine benachbarte Schwaige war die Andreas-Berchtenbreiter-Schwaige, benannt nach einem ihrer Vorbesitzer, der diesen Einödhof vor 1635 bewirtschaftete. Die Grundstücke dieser Schwaige wurden nach 1640 der Bartlstockschwaige zugeschlagen.
Zur Volkszählung am 25. Mai 1987 hatte die Einöde keine Einwohner. Zuletzt wurden im Amtlichen Ortsverzeichnis zur Volkszählung vom 27. Mai 1970 zehn Einwohner nachgewiesen.

## Religionen
Kirchlich gehört die Bartlstockschwaige zur katholischen Pfarrei Sankt Peter in Tapfheim.

## Baudenkmäler
Das Wohnstallhaus des ehemaligen Hochstift-Augsburgischen-Dreiseitgutshofes ist ein gelistetes Baudenkmal.
Siehe: Liste der Baudenkmäler in Bartlstockschwaige

## Bodendenkmäler
Siehe: Liste der Bodendenkmäler in Buttenwiesen